# De Javasche Bank

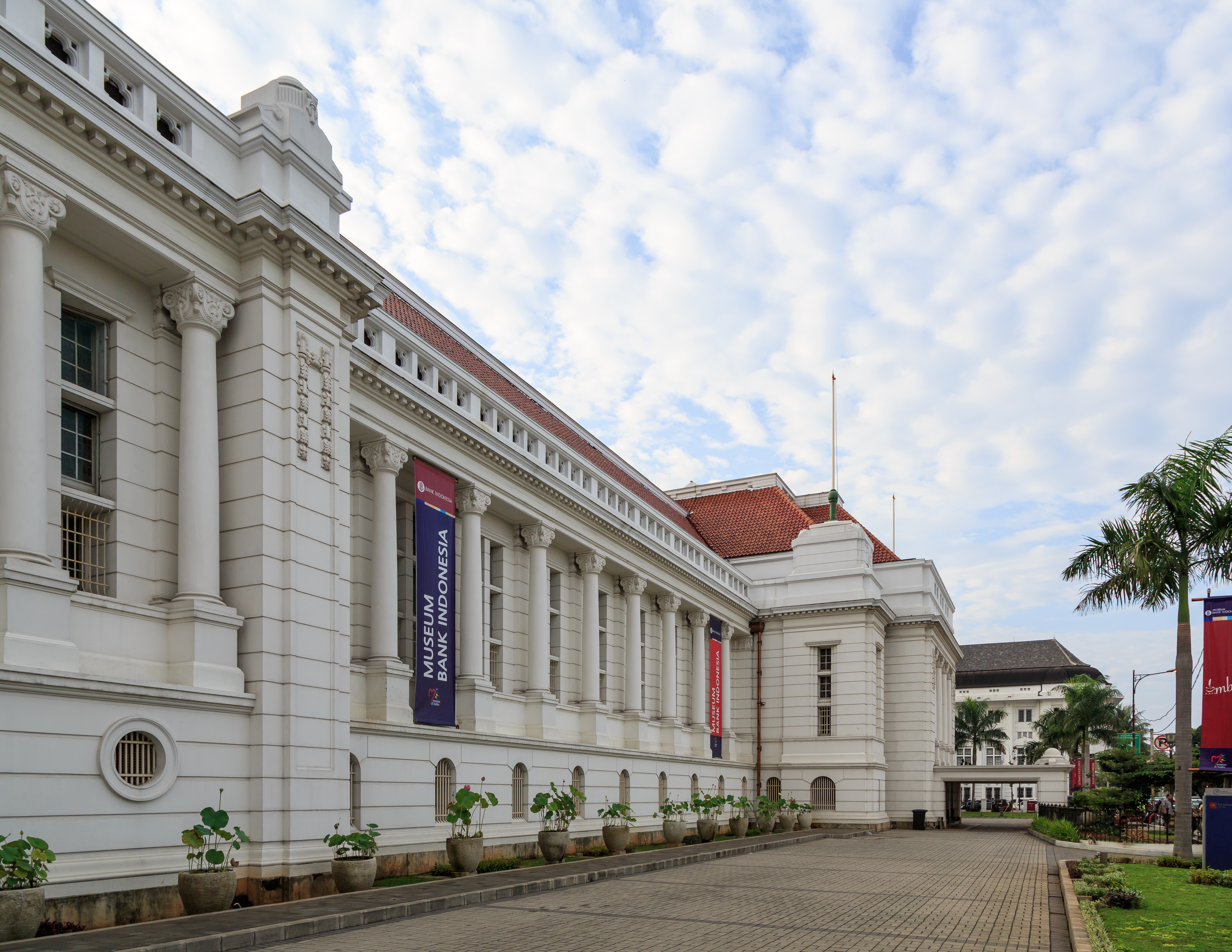
Ehemaliges Hauptgebäude der Bank of Java in Batavia, heute „Bank Indonesia Museum“ in Jakarta

Die Bank of Java (niederländisch: De Javasche Bank N.V., abgekürzt DJB) war eine Bank für die Banknoten im niederländischen Ostindien, die 1828 gegründet und 1951 von der indonesischen Regierung verstaatlicht wurde, um die Zentralbank des neuen unabhängigen Landes zu werden. Später wurde sie in Bank Indonesia umbenannt. Mehr als ein Jahrhundert lang war die Bank of Java neben den „großen drei“ Geschäftsbanken (Nederlandsch Trading Society, der Nederlandsch-Indische Handelsbank und der Nederlandsch-Indische Escompto Maatschappij) die zentrale Institution des Finanzsystems von Niederländisch-Ostindien. Es war sowohl eine Bank, die Noten ausgab, als auch eine Geschäftsbank.

## Hintergrund
Die erste Bank, die im indonesischen Archipel gegründet wurde, war die Bank van Courant: Sie wurde 1746 gegründet, um die Handelsaktivitäten zu unterstützen. 1752 wurde sie in De Bank van Courant und Bank Van Leening (lit. „Bank der Leistungsbilanz [Konten] und Kredite“) umbenannt und erhielt das Mandat, Kredite an Mitarbeiter der Niederländischen Ostindien-Kompanie zu gewähren. 1818 wurde diese Institution infolge einer Finanzkrise geschlossen.

## Niederländische Kolonialzeit
König Wilhelm I. der Niederlande gewährte 1826 das Recht, eine Privatbank in Indien zu gründen, die De Javasche Bank hieß. Sie wurde am 24. Januar 1828 gegründet und wurde später zur Ausgabebank von Niederländisch-Ostindien, die die Niederländisch-Indien-Gulden ausgab und regulierte.
1829 eröffnete sie Zweigstellen in Semarang und Surabaya. Spätere Zweigstellen wurden in Padang (1864), Makassar (1864), Cirebon (1866), Surakarta („Solo“ 1867), Pasuruan (1867), Yogyakarta (1879), Pontianak (1906), Bengkalis (1907), Medan (1907), Banjarmasin (1907), Tanjungbalai (1908), Tanjungpura (1908), Bandung (1909), Palembang (1909), Manado (1910), Malang (1916), Kutaraja / Banda Aceh (1918), Kediri (1923), Pema Sitangantar (1923) und Madiun (1928) eröffnet.
Bis 1891 war die DJB auf dem niederländischen Festland von der Netherlands Trading Society vertreten. In diesem Jahr eröffnete sie ein Büro in Amsterdam, das 1922 in eine Tochtergesellschaft namens Bijbank Javasche Bank oder Javasche Bank Nederland umgewandelt wurde. Einige Zeit später eröffnete DJB ein Büro in New York.
Unter der japanischen Besetzung Niederländisch-Ostindiens während des Zweiten Weltkriegs schlossen die Besatzungsbehörden im März 1942 die Bank of Java und alle anderen niederländischen und westlichen Banken und bemühten sich, so viel wie möglich von ihrem Vermögen zu beschlagnahmen. Sie ersetzten es durch eine Ad-hoc-Zentralbank für das besetzte Indonesien, genannt Nanpo Kaihatsu Ginko [jp] (Japanisch: 南方開発金庫, lit. 'Südliche Entwicklungsbank'). Die Bank of Java konnte erst nach der Kapitulation Japans im Spätsommer 1945 wiedereröffnet werden.

## Verstaatlichung und Nachwirkungen
Die Bank of Java wurde 1951 von der Regierung unter Sukarno verstaatlicht und am 1. Juli 1953 in Bank Indonesia umbenannt. Zu diesem Zeitpunkt waren immer noch vier Fünftel der Bank-Mitarbeiter Europäer.
1962 zog die Bank Indonesia in ein neues Gebäude des Büros um. Das ehemalige Hauptgebäude am Station Square in Jakarta verfiel. Es wurde in den 2000er Jahren renoviert und zum Bank Indonesia Museum umfunktioniert, das am 21. Juli 2009 eröffnet wurde.
1966 wurde die Tochtergesellschaft der Bank in Amsterdam zur Indonesian Overseas Bank [nl], die später in Indover Bank umbenannt wurde. Sie wurde schließlich 2008 liquidiert.

## Führung
Zu den Präsidenten der Bank of Java gehören:
- Chr. de Haan (1828–1838)
- C.J. Smulders (1838–1851)
- Emanuel Francis [nl] (1851–1863)
- Carel Wiggers von Kerchem [nl] (1863–1868)
- J.W.C. Diepenheim (1868–1870)
- Fokko Alting Mees [nl] (1870–1873)
- Norbertus van den Berg [nl] (1873–1889)
- Sako Zeverijn (1889–1893)
- D. Groeneveld (1893–1898)
- J. Reijsenbach (1899–1906)
- Gerard Vissering (1906–1912)
- Ede Zeilinga [nl] (1912–1924)
- Leonardus-Reise [nl] (1924–1929)
- Gerard van Buttingha Wichers [nl] (1929–1945)
- J.C. van Waveren (1946)
- R.E. Smits (1946–1949)
- Andre Houwink (1949–1951)
- Sjafruddin Prawiranegara (1951–1953)

## Gebäude
Das Hauptgebäude der Bank von Java in Batavia wurde 1909 nach einem Entwurf der Architekten Eduard Cuypers und Marius Jan Hulswit [nl] an der Stelle des ehemaligen städtischen Krankenhauses errichtet. Das Gebäude wurde 1926 umfassend umgebaut, erhielt eine neue Fassade am Bahnhofsplatz. Die Hauptsitze der drei großen Banken wurden in den 1920er und 1930er Jahren auf angrenzenden Grundstücken errichtet, nämlich die Nederlandsch-Indische Escompto Maatschappij im Norden, die Netherlands Trading Society im Süden und die Nederlandsch-Indische Handelsbank im Nordosten.
Das Büro in Amsterdam wurde 1891 in der Reguliersdwarsstraat 60 in einer Reihe von Büros der Hollandsche Hypotheekbank eröffnet. Es zog im April 1892 nach Keizersgracht 668. 1920 erweiterte die DJB das nahe gelegene Gebäude an der Keizersgracht 664, und 1937–1939 errichtete die Bank ein neues Bürogebäude unter den Nummern 664–666, das 1936 von der Architekturfirma Christiaan Posthumus Meyjes jr. und Jakob van der Linden entworfen wurde. Die Nachfolgeeinrichtung, die Indover Bank, blieb dort bis 1992, als sie in die Stadhouderskade umzog.